# مبارک‌آباد (بیرجند)
مبارک‌آباد نام روستایی است در دهستان شاخن از توابع بخش مرکزی شهرستان بیرجند، واقع در استان خراسان جنوبی که بر پایه سرشماری عمومی نفوس و مسکن در سال ۱۳۸۵ جمعیت آن ۵۹۰ نفر (در ۱۴۴ خانوار)  و طبق سرشماری عمومی نفوس و مسکن در سال ۱۳۹۵ جمعیت آن ۵۷۰ نفر (در ۱۳۱ خانوار) بوده‌است.
در ایام محرم یا مراسمات عروسی جمعیت این روستا که ساکن شهر بوده و همچنین خود مردم روستا به 1200 نفر نیز میرسد

## موقعیت
روستای مبارک آباد در 100کیلومتری بیرجند قرار دارد که از سه مسیر آسفالته که  دومسیر از آرین شهر و یکی از ساقدر می‌گذرد می‌توان به آن سفر کرد.
مسیر اول بیرجند، آرین شهر ، مهمویی ، عباس آباد، برکوک، اوجان، فورجان ، شوراب ، میریک و مبارک آباد
مسیر دوم بیرجند، آرین شهر، مهمویی، گازار، بیسکنج، بیماد، خزان و مبارک آباد
مسیر سوم بیرجند، جاده القورات، صدگل، نقنج، سرحد، رهنیچ، ساقدر، گازار، بیسکنج، بیماد، خزان، مبارک آباد

## ریشه نام
به دلیل ساخت این روستا در ماه مبارک رمضان "مبارک آباد" نام گرفته است و سال ساخت آن حدودا به سال 1260 هجری شمسی بر می گردد.

## آب‌وهوا
مبارک آباد روستایی کوهپایه ای است و توسط کوه ها در اطرف روستا احاطه شده و به همین دلیل از آب و هوای 
خوبی برخوردار است.
آب و هوا این روستا سردسیری محسوب میشود به علت وجود کوه های متعدد و بلند در اغلب سال از آب و هوای معتدل برخوردار است.

## محصولات کشاورزی
محصول اصلی کشاوزی این روستا، عمدتا زرشک  بوده ولی دارای زعفران و درختان مختلف از جمله بادام، زرد آلو، آلو، توت، سیب،سنجد،پسته به و... است.

## گیاهان دارویی
گیاهان دارویی این روستا شامل آویشن، گل بومادران، اسطوخودوس، گل بنفشه، گیاه اروانه و... و همچنین قارچ کوهی می شود.

## تاریخچه
طبق گفته ی روستاییان اولین نفری که به روستای مبارک آباد آماده و شروع به ساخت خانه کرده "شیخ عبدالله ابراهیمی"بوده است. 
وی اصالتا از روستای پسوج بوده که بعدا به این روستا کوچ کرده است.
به همین دلیل فامیل ابراهیمی در روستای مبارک آباد زیاد است و جزو زمین داران اصلی روستا محسوب می‌شوند.
این روستا شامل فامیل های اصیلی چون:
کیانی، چوپانی، محمدی، قربانی، سبزبان، شجاع، قوی، کشتگر، رضایی، حقدادی،دهقانی،قنبری، بخشی، میباشد که بزرگان این طایفه ها به این روستا مهاجرت کردن و از ابتدا در این روستا سکونت داشتند.
فامیل های: ابراهیمی، چوپانی، قربانی بیشترین جمعیت را در این روستا دارا میباشند. 